# Damernas 5 kilometer i längdskidåkning vid olympiska vinterspelen 1992
Resultaten från damernas 5 km sprint, klassisk stil vid olympiska vinterspelen 1992, som hölls i Albertville, Frankrike. Tävlingen avgjordes med jaktstart, den 13 februari 1992. 62 skidåkare deltog från 21 länder. Fyra skidåkare representerade Sverige.

## Medaljörer
| Spel      | Guld                 | Silver              | Brons            |
| Skiathlon | Marjut Rolig Finland | Ljubov Jegorova OSS | Jelena Välbe OSS |

## Resultat
| Placering | Åkare                            | Tid     |
| --------- | -------------------------------- | ------- |
| 1         | Marjut Lukkarinen (FIN)          | 14.13,8 |
| 2         | Ljubov Jegorova (EUN)            | 14.14,7 |
| 3         | Jelena Välbe (EUN)               | 14.22,7 |
| 4         | Stefania Belmondo (ITA)          | 14.26,2 |
| 5         | Inger Helene Nybråten (NOR)      | 14.33,3 |
| 6         | Olga Danilova (EUN)              | 14.37,2 |
| 7         | Larisa Lazutina (EUN)            | 14.41,7 |
| 8         | Solveig Pedersen (NOR)           | 14.42,1 |
| 9         | Marie-Helene Westin (SWE)        | 14.42,6 |
| 10        | Elin Nilsen (NOR)                | 14.50,8 |
| 11        | Lubomíra Balážová (TCH)          | 14.54,6 |
| 12        | Manuela Di Centa (ITA)           | 14.55,4 |
| 13        | Kateřina Neumannová (TCH)        | 14.59,1 |
| 14        | Carina Görlin (SWE)              | 15.00,8 |
| 15        | Sylvia Honegger (SUI)            | 15.03,4 |
| 16        | Gabriele Heß (GER)               | 15.03,7 |
| 17        | Heike Wezel (GER)                | 15.04,1 |
| 18        | Iveta Zelingerová-Fortová (TCH)  | 15.06,4 |
| 19        | Vida Vencienė (LTU)              | 15.08,7 |
| 20        | Brigitte Albrecht-Loretan (SUI)  | 15.09,5 |
| 21        | Trude Dybendahl Hartz (NOR)      | 15.10,8 |
| 22        | Isabelle Mancini-Remy (FRA)      | 15.12,1 |
| 23        | Gabriella Paruzzi (ITA)          | 15.13,9 |
| 24        | Dorota Kwaśny (POL)              | 15.16,5 |
| 25        | Nancy Fiddler (USA)              | 15.19,2 |
| 26        | Jaana Savolainen (FIN)           | 15.19,9 |
| 27        | Simone Opitz (GER)               | 15.24,9 |
| 28        | Bice Vanzetta (ITA)              | 15.28,4 |
| 29        | Tuulikki Pyykkönen (FIN)         | 15.31,1 |
| 30        | Fumiko Aoki (JPN)                | 15.33,0 |
| 31        | Marja-Liisa Kirvesniemi (FIN)    | 15:33.2 |
| 32        | Barbara Mettler (SUI)            | 15:33.7 |
| 33        | Ann-Marie Karlsson (SWE)         | 15:43.8 |
| 34        | Karin Säterkvist (SWE)           | 15:44.6 |
| 34        | Alžbeta Havrančíková (TCH)       | 15:44.6 |
| 36        | Bernadeta Bocek-Piotrowska (POL) | 15:47.4 |
| 37        | Marie-Pierre Guilbaud (FRA)      | 15:53.6 |
| 38        | Piret Niglas (EST)               | 15:54.9 |
| 39        | Angela Schmidt-Foster (CAN)      | 15:56.0 |
| 40        | Małgorzata Ruchała (POL)         | 15:57.9 |
| 41        | Rhonda DeLong (CAN)              | 15:59.4 |
| 42        | Manuela Oschmann (GER)           | 16:01.7 |
| 43        | Miwa Ota (JPN)                   | 16:03.1 |
| 44        | Elvira Knecht (SUI)              | 16:05.5 |
| 45        | Sylvie Giry-Rousset (FRA)        | 16:06.6 |
| 46        | Lucy Steele (CAN)                | 16:07.8 |
| 47        | Ingrid Butts (USA)               | 16:07.9 |
| 48        | Naomi Hoshikawa (JPN)            | 16:13.2 |
| 49        | Sophie Villeneuve (FRA)          | 16:15.0 |
| 50        | Reneta Bancheva (BUL)            | 16:16.0 |
| 51        | Li Gyong-Hui (PRK)               | 16:26.7 |
| 52        | Leslie Thompson (USA)            | 16:27.8 |
| 53        | Jane Vincent (CAN)               | 16:47.6 |
| 54        | Yumi Inomata (JPN)               | 16:49.4 |
| 55        | Halina Nowak-Guńka (POL)         | 16:56.1 |
| 56        | Nina Kemppel (USA)               | 17:12.9 |
| 57        | Gong Guiping (CHN)               | 17:48.0 |
| 58        | Wang Yan (CHN)                   | 17:56.8 |
| 59        | Anna Bozsik (HUN)                | 18:29.0 |
| 60        | Inés Alder (ARG)                 | 18:31.6 |
| 61        | Li Gyong-Ae (PRK)                | 18:54.1 |
| 62        | Jenny Palacios (HON)             | 23:21.5 |

## Deltagare
| - Argentina - Inés Alder - Bulgarien - Reneta Bancheva - Estland - Piret Niglas - Finland - Marjut Lukkarinen - Jaana Savolainen - Tuulikki Pyykkönen - Marja-Liisa Kirvesniemi-Hämäläinen - Frankrike - Isabelle Mancini-Remy - Marie-Pierre Guilbaud - Sylvie Giry-Rousset - Sophie Villeneuve - Honduras - Jenny Palacios - Anna Bozsik | - Italien - Stefania Belmondo - Manuela Di Centa - Gabriella Paruzzi - Bice Vanzetta - Japan - Fumiko Aoki - Miwa Ota - Naomi Hoshikawa - Yumi Inomata - Kanada - Angela Schmidt-Foster - Rhonda DeLong - Lucy Steele - Jane Vincent - Kina - Gong Guiping - Wang Yan - Litauen - Vida Vencienė - Nordkorea - Li Gyong-Hui - Li Gyong-Ae | - Norge - Inger Helene Nybråten - Solveig Pedersen - Elin Nilsen - Trude Dybendahl Hartz - OSS - Ljubov Jegorova - Jelena Välbe - Olga Danilova - Larisa Lazutina - Polen - Dorota Kwaśny - Bernadeta Bocek-Piotrowska - Małgorzata Ruchała - Halina Nowak-Guńka - Schweiz - Sylvia Honegger - Brigitte Albrecht-Loretan - Barbara Mettler - Elvira Knecht | - Sverige - Marie-Helene Westin - Carina Görlin - Ann-Marie Karlsson - Karin Säterkvist - Tjeckoslovakien - Lubomíra Balážová - Kateřina Neumannová - Iveta Zelingerová-Fortová - Alžbeta Havrančíková - Tyskland - Gabriele Heß - Heike Wezel - Simone Opitz - Manuela Oschmann - USA - Nancy Fiddler - Ingrid Butts - Leslie Thompson - Nina Kemppel |